# Будище (Лисянська селищна громада)
Будище — село в Україні, у Лисянській селищній громаді Звенигородського району Черкаської області. Центр Будищенської сільської ради.
Населення села становить 611 осіб (2005.

## Історія
Розташування сучасного села по обидва береги річки Гнилий Тікич дає можливість припускати, що люди в цій місцевості селилися з давніх-давен.
Це підтверджується знахідками місцевих жителів кам'яних сокир на території села. В околицях села маються залишки поселень трипільської культури.
За місцевими переказами декілька століть тому в цій місцевості оселився чоловік-самітник і коли випадкові подорожуючі проходили повз його житло то запитували чому він сам тут живе окремо, на що чоловік відповідав, що буде ще тут люд, тобто будуть ще люди.
Незалежно від місцевих переказів, похідним словом, від якого пішла назва села, є, скоріше всього, слово «буда» — спеціальна піч для випалення поташу — калієвої солі вугільної кислоти, яку отримували шляхом виварювання деревного попелу. Сукупність декількох таких печей, де здійснювався даний промисел, і можна назвати словом «будище», що в свою чергу дає можливість стверджувати, що перші місцеві поселенці займалися виготовленням поташу. Про зайняття місцевих жителів свідчать декілька назв околиць села, зокрема «цегельня» — місце, де виготовляли цеглу, «парня» — місце, де парили та гнули обіддя на колеса.
Вперше в історичних документах поселення згадується в першій третині XVIII століття як володіння землевласників Тишковських. Згідно "Історії міст і сіл УРСР" поселення згадується в 30-х роках XVII століття.
Універсалом гетьмана Богдана Хмельницького від 20.09.1656 р. с. Будище разом з с. Орли та с. Смільчинці були передані Ірдинсько-Виноградському монастирю, а в 1670 р. польський король Міхал Корибут Вишневецький відписав ченцям Святотроїцького монастиря села Лисянського староства, у тому числі й с. Будище.
Станом на 1738 р. в с. Будище нараховувалося 20 дворів, тоді ж побудовано «de novo» «церковь Покровскую, деревянную, 7-го класса».
В 1829 р. село відвідав Тарас Григорович Шевченко, який, у свої праці «Прогулка с удовольствием и не без морали» так описує церкву: «Церковь была обыкновенная, ее вы увидите в каждом селе в Малороссии. Деревянная, темная, о трех осьмиугольных конических куполах с почерневшими узорными железными крестами. Самая обыкновенная церковь, но теперь она показалось мне необыкновенно грациозною. Солнечные лучи трепетали розовым огнем на ее круглых оболонках и осьмиугольных, бляхою крытых куполах. Развесистые старые вербы и стройные высокие тополи окружив, полузакрывали ее, выпукло и мягко тушуясь солнечным светом. Виньетка, какой не увидите ни в самом раскошном кепсаке…» "… Снявши шапку, я подошел к священнику и после троекратного благословения мы с ним похристосовались. Я отрекомендовал ему себя. Он отвечал тем же мне, сказавши: «отец Савва Нестеровский»
В 1825 р. в селі народилося 11 душ чоловічої статі і 3 душі жіночої, зареєстровано 6 шлюбів, померло 10 душ чоловічої статі і 12 душ жіночої.
Звертаючись до вищевказаної праці маємо опис тогочасного села: «… Село хоть куда. Хаты большие, не пошатнувшиеся в разные стороны как пьяные бабы на базаре. Чистые, белые нередко с светлицами и почти все окруженные темными фруктовыми садами, клунями и стогами разного хлеба. И скотины разной также немало выгоняют из дворов на выгон свежие здоровые девки в новеньких белых свитках, у красных и желтых сапогах на вершковых подковах. Везде все чисто и опрятно, так, что хоть бы и в казенном имении, так впору… Кривая неправильная улица обведенная плетнями и частоколами, вывела нас на такую же, криво, неправильно, но прочно устроенную плотину с двумя небольшими, соломой крытыми мельницами, увенчанными огромными гнездами аистов, уже возвратившихся с зимовки и тщательно обновлявших свои на время покинутые жилища. Вода лилась из открытых шлюзов и шумела, не шевеля огромных мельничных колес. Религиозные земляки мои не только своим волам и коням, воде не позволяют работать в праздник. За широким прудом, на желтовато-бледной возвышенности из молодого березника и олешника выглядывают несколько белых хат с размалеванными ставнями и с аистовыми гнездами на гребешках. Хаты как нарядные сельские красавицы в чистых белых свитках подошли к зеркалу пруда полюбоваться своей красотою. А весь этот незатейливый пейзаж оглашался стаями плававших на воде крикливых гусей и уток. Я сел на инвалидном жерновом камне, лежавшем на берегу пруда, полюбоваться этой живописной картиной. А любознательный Трохим сообщал мне свои топографические сведения о представляющейся перед нами местности. Он сообщил мне, что это не просто пруд, а речка называемая Гнилой Тикич и что это село называется не просто Будыща, а Гнилые Будыща, а такие просто Будыща, находятся за Шестеринцами. Трохим соврал за селом Майдановкою просто Будыща находятся, а не Шестеринцами. У меня эта местность крепко засела в памяти. Я изучил ее еще тогда, когда ходил искать себе маляра учителя и нашел его в персоне отца диакона Ефрема, у которого я, как уже известно читателям не выдержал первого искуса».
В 1864 р. в м. Києві вийшла праця Л. І. Похилевича «Сказания о населенных пунктах Киевской губернии», де вказується наступне: "Будыще, село при реке Тикич в 4-х верстах ниже местечка Лысянки и в таком же расстоянии от села Шестеринцы ниже по реке лежащих называется Лысянскими Будыщами. Жителей обоего пола 630; земли 1175 десятин. Принадлежит Соломонии Тишковской и ее сыну Иосифу Феликсовичу… "
Наприкінці XIX століття село входило до Лисянської волості Київської губернії. У 1890-х рр. населення села налічувало 988 осіб. Його кількість не змінилася й на початок ХХ ст. Зокрема, осіб чоловічої статі було 493, жіночої 495. В селі в 1900 р. налічувалось 1235 десятин землі. З цієї кількості 736 десятин належало поміщикам, 18 десятин — церкві, 481 десятина — селянам.. Господарство в панському маєтку вів Меркурій Іванченко. В селі діяла православна церква, церковно-приходська школа, 2 водяних млини, 2 кузні, магазин із хлібними запасами. У сільському банку станом на 1 січня 1900 р. налічувалося 55 крб. 50 коп. готівкою та 2111 крб. у позиці. В 1906 р. налічувалось 1899 крб. 36 коп.
В кінці ХІХ — на початку ХХ ст. в селі діяла невелика цукроварня, яку місцевий поміщик програв в карти почапинському панові та останній, перевізши її в с. Почапинці об'єднав із Почапинським цукровим заводом.
За даними різних джерел протягом Голодомору 1932—1933 р. у селі померло 44 особи. Мартиролог укладено на підставі свідчень очевидців Голодомору. Свідчення очевидців зберігаються в Державному архіві Черкаської області (ДАЧО 5664, оп. 1, спр. 63).
В серпні 1936 р. в селі відкрито сільський магазин.
У 1937 р. виконкомом Лисянської ради депутатів трудящих с. Будище присвоєно звання населеного пункту зразкового громадського порядку.
У роки Другої світової війни 236 жителів села захищали свою землю, 120 полягло в боях з нацистами, 170 нагороджено орденами і медалями.
Починаючи з 1933 р. та в післявоєнні роки на території села знаходилась центральна садиба колгоспу «Більшовик», у користуванні якого знаходилося 2.6 тис. гектарів землі, у т.ч 2 тис. гектарів орної землі. Будищанській сільській раді підпорядковувалися с. Орли та с.Шестеринці.
У 1962 р. населення села становило 824 особи. В часи СРСР в селі працювали восьмирічна школа, клуб, бібліотека з книжковим фондом 7 тис. томів, ФАП, майстерня з пошиття одягу.
У пострадянські часи колгосп «Більшовик» було розформовано та на його базі було створено СТОВ «Тікич», керівниками якого, у різні часи були В. Г. Сіденко та А. М. Жила.

## Населення
Згідно з переписом УРСР 1989 року чисельність наявного населення села становила 685 осіб, з яких 317 чоловіків та 368 жінок.
За переписом населення України 2001 року в селі мешкало 609 осіб.

### Мова
Розподіл населення за рідною мовою за даними перепису 2001 року:
| Мова       | Відсоток |
| ---------- | -------- |
| українська | 96,40 %  |
| російська  | 2,95 %   |
| інші       | 0,65 %   |

## Пам'ятки
На території села знаходиться комплексна пам'ятка природи «Тарасові явори», про які, за місцевими переказами було написано вірш «Тече вода з-пд явора». А також ентомологічний заказник місцевого значення Будищанський заказник.

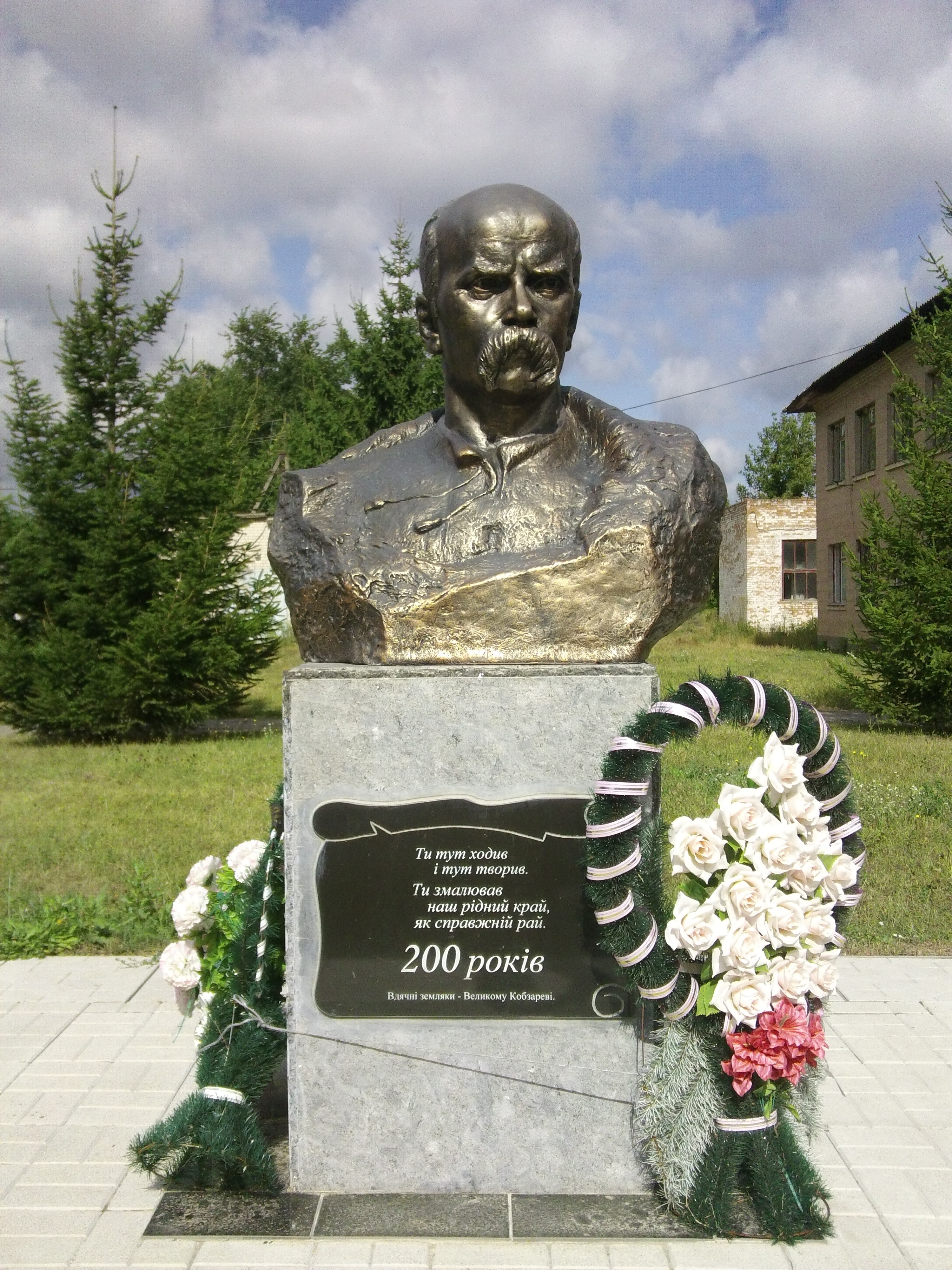
Памятник Тарасу Григоровичу Шевченку в Будищах.

В Будищах встановлено пам'ятник Тарасу Григоровичу Шевченку.